# Campionato europeo rally 2024
Il campionato europeo rally 2024 è  la 72ª edizione del campionato europeo rally; è iniziato il 12 aprile con il Rally d'Ungheria e si è concluso il 13 ottobre con il Rally di Slesia in Polonia.
Le squadre e gli equipaggi hanno gareggiato in otto eventi e sono stati assegnati i titoli continentali piloti, copiloti e squadre. Come di consueto sono state utilizzate auto conformi ai regolamenti del gruppo R e la massima categoria di vetture ammesse a gareggiare era la Rally2 (ex R5), ovvero quella immediatamente inferiore alla Rally1, protagonista del campionato del mondo rally.
La serie è stata supportata dalle categorie ERC-3, riservata a vetture di classe Rally3, e ERC-4, per vetture delle classi Rally4 e Rally5 a due ruote motrici; verrà inoltre assegnato il trofeo ERC Junior, dedicato ai piloti che non abbiano superato i 27 anni di età al 1º gennaio 2024, disputatosi a eventi selezionati. Inoltre da quest'anno verranno assegnati i trofei ERC Tyre Suppliers, dedicato ai fornitori degli pneumatici, e Fiesta Rally3 Trophy.

## Riepilogo
La coppia neozelandese formata da Hayden Paddon e John Kennard era campione in carica dopo aver conquistato il titolo nella precedente stagione a bordo di una Hyundai i20 N Rally2, diventando i primi non europei a vincere la competizione. La scuderia indiana MRF Tyres era invece campione uscente a squadre.
La stagione si rivelerà molto particolare, con 8 vincitori differenti nella massima categoria in 8 appuntamenti, di cui la metà vinti da piloti locali; inoltre tutte quattro le case di pneumatici hanno visto almeno una volta il gradino più alto del podio.
I principali contendenti che si sono giocati il campionato fino all'ultimo appuntamento sono stati il campione in carica Hayden Paddon e Mathieu Franceschi, nonostante questi due piloti si siano contesi il campionato in due hanno vinto solo uno degli eventi nel calendario, fondamentale per la conferma finale del titolo per il neozelandese; infatti la forza di questi piloti è stata la regolarità di finire sempre nelle prime posizioni senza per forza dover vincere l'evento. Il campionato a squadre è andato alla scuderia italiana BRC Racing Team con pilota di punta proprio il campione finale Paddon, che è stato affiancato da un compagno solo negli ultimi due appuntamenti della stagione.

## Calendario
Il campionato, con i suoi otto appuntamenti, ha toccato altrettante nazioni europee.
| Tappa | Data                  | Rally                                  | Sede                       | Superficie |
| ----- | --------------------- | -------------------------------------- | -------------------------- | ---------- |
| 1     | 12-14 aprile          | 5° Rally Hungary                       | Veszprém                   | Sterrato   |
| 2     | 2-4 maggio            | 48° Rally Islas Canarias               | Las Palmas de Gran Canaria | Asfalto    |
| 3     | 13-15 giugno          | 2nd BAUHAUS Royal Rally of Scandinavia | Karlstad                   | Sterrato   |
| 4     | 5-7 luglio            | 14. Delfi Rally Estonia                | Tartu                      | Sterrato   |
| 5     | 26-28 luglio          | 12° Rally di Roma Capitale             | Fiuggi                     | Asfalto    |
| 6     | 16-18 agosto          | 53. Barum Czech Rally Zlín             | Zlín                       | Asfalto    |
| 7     | 30 agosto-1 settembre | 4° JDS Machinery Rali Ceredigion       | Aberystwyth                | Asfalto    |
| 8     | 11-13 ottobre         | 8° Rajd Śląska - Rally Silesia         | Katowice                   | Asfalto    |

## Cambiamenti rispetto alla stagione 2023

### Calendario
Rispetto alla precedente stagione, nel 2024 vennero inseriti tre nuovi appuntamenti in calendario:
- Ritorna il Rally d'Estonia dopo essere stato presente nelle ultime 4 edizioni del WRC, l'ultima volta nel campionato europeo è stata nel 2016;
- Esordiscono per la prima volta nell'europeo il Rally di Ceredigion ed il Rally di Silesia;
- Vennero invece esclusi dal calendario il rally Serras de Fafe, il rally di Polonia ed il rally Liepāja, gli ultimi 2 promossi in WRC.

### Regolamento sportivo
Rispetto alla stagione 2023, nel 2024 vennero apportate alcune modifiche nel regolamento sportivo, di seguito le principali:
- Invece di selezionare il loro ordine su strada per la prima tappa, i piloti idonei iniziano i round ERC basati sull'asfalto in base ai risultati della fase di qualificazione. Per gli eventi ghiaia, l'ordine di partenza è inverso rispetto alla classificazione della fase di qualificazione;
- Tutti gli equipaggi dell'ERC1 partono a intervalli di due minuti sulla prima tappa di un evento con i primi 15 che partono a due minuti di distanza sulla tappa successiva con tutte le altre auto che corrono a intervalli di un minuto;
- Il tempo di raggruppamento prima della Power Stage è stato aumentato da 40 a 50 minuti per consentire ai principali equipaggi FIA Junior ERC di correre per primi sulla strada come parte degli sforzi per aumentare ulteriormente la visibilità e il profilo del campionato;
- Qualsiasi pilota registrato ERC avrà diritto a segnare punti a squadre indipendentemente dalla categoria ERC che contestano;
- Ogni fornitore di pneumatici nominato è in grado di segnare punti, con i due ERC miglior piazzati, con vetture immatricolate Rally2 dotate di pneumatici nella classifica finale di ogni rally;
- È stato introdotto il Trofeo Fiesta Rally3;
- Gli organizzatori dell'evento possono richiedere alla FIA una deroga per programmare un ulteriore giorno di ricognizione di tappa.

## Squadre e piloti
Al campionato sono potuti partecipare equipaggi a bordo di vetture la cui massima categoria sia la Rally2 e/o la R5, entrambe appartenenti alla classe RC2 (il secondo livello del rallysmo mondiale), la quale rappresenta pertanto l'élite in seno al campionato europeo.
| Iscritti al campionato ERC | Iscritti al campionato ERC | Iscritti al campionato ERC    | Iscritti al campionato ERC | Iscritti al campionato ERC | Iscritti al campionato ERC | Iscritti al campionato ERC |
| Costruttori                | Auto                       | Squadre                       | Pneumatici                 | Piloti                     | Copiloti                   | Gare                       |
| -------------------------- | -------------------------- | ----------------------------- | -------------------------- | -------------------------- | -------------------------- | -------------------------- |
| Alpine                     | Alpine A110 Rally RGT      | Recalvi Team                  | M                          | Javier Pardo Siota         | David de La Puente         | 2                          |
| Citroën                    | Citroën C3 Rally2          | TRT Rally Team                | M                          | Mads Østberg               | Patrik Barth               | 1-6                        |
| Citroën                    | Citroën C3 Rally2          | Dunakanyar Autós SE           | M                          | Róbert Bútor               | Róbert Tagai               | 1                          |
| Citroën                    | Citroën C3 Rally2          | Yoann Bonato                  | M                          | Yoann Bonato               | Benjamin Boulloud          | 2, 8                       |
| Citroën                    | Citroën C3 Rally2          | C.D. Todo Sport               | M                          | Yeray Lemes                | Rogelio Peñate             | 2                          |
| Citroën                    | Citroën C3 Rally2          | C.D. Todo Sport               | P                          | Miguel Ángel Suárez        | Eduardo González Delgado   | 2                          |
| Citroën                    | Citroën C3 Rally2          | Citroën Rally Team            | P                          | Diego Ruiloba              | Ángel Luis Vela            | 2                          |
| Citroën                    | Citroën C3 Rally2          | Auto-Laca Competición         | P                          | Luis Monzón                | José Carlos Déniz          | 2                          |
| Citroën                    | Citroën C3 Rally2          | Nikolay Gryazin               | P                          | Nikolay Gryazin            | Andris Mālnieks            | 4                          |
| Citroën                    | Citroën C3 Rally2          | F.P.F. Sport                  | P                          | Andrea Crugnola            | Pietro Elia Ometto         | 5                          |
| Citroën                    | Citroën C3 Rally2          | F.P.F. Sport                  | P                          | Giacomo Scattolon          | Gabriele Zanni             | 5                          |
| Citroën                    | Citroën C3 Rally2          | Rachele Somaschini            | P                          | Rachele Somaschini         | Nicola Arena               | 5                          |
| Citroën                    | Citroën C3 Rally2          | Team MRF Tyres                | M                          | Paolo Andreucci            | Rudy Briani                | 5                          |
| Ford                       | Ford Fiesta Rally2         | Jon Armstrong                 | P                          | Jon Armstrong              | Eoin Treacy                | Tutti                      |
| Ford                       | Ford Fiesta Rally2         | SZA Performance Kft.          | P                          | András Hadik               | István Juhász              | 1                          |
| Ford                       | Ford Fiesta Rally2         | SZA Performance Kft.          | P                          | László Bodolai             | Attila Deák                | 1                          |
| Ford                       | Ford Fiesta Rally2         | Copi Sport                    | P                          | Enrique Cruz               | Yeray Mújica Eugenio       | 2                          |
| Ford                       | Ford Fiesta Rally2         | Kalle Gustafsson              | P                          | Kalle Gustafsson           | Magnus Nilsson             | 3                          |
| Ford                       | Ford Fiesta Rally2         | OT Racing                     | P                          | Kaspar Kasari              | Rainis Raidma              | 4                          |
| Ford                       | Ford Fiesta Rally2         | RedGrey Team                  | P                          | William Creighton          | Liam Regan                 | 7                          |
| Ford                       | Ford Fiesta Rally2         | RedGrey Team                  | P                          | Garry Pearson              | Daniel Barritt             | 7                          |
| Ford                       | Ford Fiesta Rally2         | Eurosol Racing Team Hungary   | P                          | Keith Cronin               | Mikie Galvin               | 7                          |
| Ford                       | Ford Fiesta Rally2         | Atölye Kazaz                  | P                          | Matt Edwards               | David Moynihan             | 7                          |
| Ford                       | Ford Fiesta Rally2         | Osian Pryce                   | M                          | Osian Pryce                | Rhodri Evans               | 7                          |
| Ford                       | Ford Fiesta R5             | Cone Forest Motorsport        | M                          | Sergey Uger                | Maria Uger Obolenskaya     | 4                          |
| Hyundai                    | Hyundai i20 N Rally2       | BRC Racing Team               | P                          | Hayden Paddon              | John Kennard               | Tutti                      |
| Hyundai                    | Hyundai i20 N Rally2       | BRC Racing Team               | P                          | James Williams             | Ross Whittock              | 7                          |
| Hyundai                    | Hyundai i20 N Rally2       | Philip Allen                  | P                          | Philip Allen               | Dale Furniss               | 1-2                        |
| Hyundai                    | Hyundai i20 N Rally2       | C.D. Todo Sport               | P                          | Alexey Lukyanuk            | Yuriy Kulikov              | 2                          |
| Hyundai                    | Hyundai i20 N Rally2       | Hyundai Motor España          | P                          | Iván Ares                  | Javier Martínez Martínez   | 2                          |
| Hyundai                    | Hyundai i20 N Rally2       | Hyundai Motor España          | P                          | Óscar Palomo Ortiz         | Sergio Fernández Guerra    | 2                          |
| Hyundai                    | Hyundai i20 N Rally2       | Benjamin Korhola              | P                          | Benjamin Korhola           | Sebastian Virtanen         | 4                          |
| Hyundai                    | Hyundai i20 N Rally2       | Stéphane Lefebvre             | M                          | Stéphane Lefebvre          | Anthony Hamard             | 5                          |
| Hyundai                    | Hyundai i20 N Rally2       | Kowax Racing                  | H                          | Martin Vlček               | Jakub Kunst                | 6                          |
| Škoda                      | Škoda Fabia RS Rally2      | Team MRF Tyres                | M                          | Efrén Llarena              | Sara Fernández             | 1-3                        |
| Škoda                      | Škoda Fabia RS Rally2      | Team MRF Tyres                | M                          | Andrea Mabellini           | Virginia Lenzi             | Tutti                      |
| Škoda                      | Škoda Fabia RS Rally2      | Team MRF Tyres                | M                          | Simone Tempestini          | Francesca Maria Maior      | 8                          |
| Škoda                      | Škoda Fabia RS Rally2      | Mathieu Franceschi            | M                          | Mathieu Franceschi         | Andy Malfoy                | Tutti                      |
| Škoda                      | Škoda Fabia RS Rally2      | Eurosol Racing Team Hungary   | M                          | Simon Wagner               | Gerald Winter              | 1-2                        |
| Škoda                      | Škoda Fabia RS Rally2      | Eurosol Racing Team Hungary   | M                          | Simon Wagner               | Jara Hain                  | 5-6                        |
| Škoda                      | Škoda Fabia RS Rally2      | ACCR Orsák Rally Sport        | M                          | Erik Cais                  | Igor Bacigál               | 1-2, 5-6                   |
| Škoda                      | Škoda Fabia RS Rally2      | ACCR Orsák Rally Sport        | M                          | Tomáš Kurka                | Karel Vajík                | 8                          |
| Škoda                      | Škoda Fabia RS Rally2      | Mikołaj Marczyk               | M                          | Mikołaj Marczyk            | Szymon Gospodarczyk        | Tutti                      |
| Škoda                      | Škoda Fabia RS Rally2      | Simone Tempestini             | M                          | Simone Tempestini          | Sergiu Itu                 | 1, 3-6                     |
| Škoda                      | Škoda Fabia RS Rally2      | Bogdan Cuzma                  | M                          | Bogdan Cuzma               | Ditte Kammersgaard         | 1, 3                       |
| Škoda                      | Škoda Fabia RS Rally2      | Recalvi Team                  | M                          | José Antonio Suárez        | Alberto Iglesias Pin       | 2                          |
| Škoda                      | Škoda Fabia RS Rally2      | Efrén Llarena                 | M                          | Efrén Llarena              | Sara Fernández             | 5-6                        |
| Škoda                      | Škoda Fabia RS Rally2      | Plon RT                       | M                          | Jarosław Kołtun            | Ireneusz Pleskot           | 5-6, 8                     |
| Škoda                      | Škoda Fabia RS Rally2      | Samohýl Škoda Team            | M                          | Adam Březík                | Ondřej Krajča              | 5-6                        |
| Škoda                      | Škoda Fabia RS Rally2      | Agrotec Škoda Rally Team      | M                          | Jan Kopecký                | Jan Hloušek                | 6                          |
| Škoda                      | Škoda Fabia RS Rally2      | Hermann Neubauer              | M                          | Hermann Neubauer           | Bernhard Ettel             | 6                          |
| Škoda                      | Škoda Fabia RS Rally2      | Callum Devine                 | M                          | Callum Devine              | Noel O'Sullivan jr.        | 7                          |
| Škoda                      | Škoda Fabia RS Rally2      | Philip Allen                  | M                          | Philip Allen               | Dale Furniss               | 7                          |
| Škoda                      | Škoda Fabia RS Rally2      | Philip Allen                  | M                          | Philip Allen               | Craig Drew                 | 8                          |
| Škoda                      | Škoda Fabia RS Rally2      | JC Raceteknik                 | M                          | Zbigniew Gabryś            | Damian Syty                | 8                          |
| Škoda                      | Škoda Fabia RS Rally2      | Eurosol Racing Team Hungary   | M                          | Daniel Chwist              | Kamil Heller               | 8                          |
| Škoda                      | Škoda Fabia RS Rally2      | Topp-Cars Rally Team          | P                          | Martin László              | Viktor Bán                 | 1-2, 6                     |
| Škoda                      | Škoda Fabia RS Rally2      | Kole Média Center Kft.        | P                          | Gábor Német                | Gergely Németh             | 1                          |
| Škoda                      | Škoda Fabia RS Rally2      | Hermann Neubauer              | P                          | Hermann Neubauer           | Bernhard Ettel             | 2                          |
| Škoda                      | Škoda Fabia RS Rally2      | Albert von Thurn und Taxis    | P                          | Albert von Thurn und Taxis | Frank Christian            | 2, 6-7                     |
| Škoda                      | Škoda Fabia RS Rally2      | Raúl Hernández                | P                          | Raúl Hernández             | José Murado González       | 2                          |
| Škoda                      | Škoda Fabia RS Rally2      | Roberto Blach Jr.             | P                          | Roberto Blach Jr.          | Mauro Barreiro             | 2                          |
| Škoda                      | Škoda Fabia RS Rally2      | Oliver Solberg                | P                          | Oliver Solberg             | Elliott Edmondson          | 3                          |
| Škoda                      | Škoda Fabia RS Rally2      | JC Raceteknik                 | P                          | Isak Reiersen              | Stefan Gustavsson          | 3                          |
| Škoda                      | Škoda Fabia RS Rally2      | Philip Allen                  | P                          | Philip Allen               | Dale Furniss               | 3-6                        |
| Škoda                      | Škoda Fabia RS Rally2      | Robert Virves                 | P                          | Robert Virves              | Craig Drew                 | 4                          |
| Škoda                      | Škoda Fabia RS Rally2      | Teemu Asunmaa                 | P                          | Teemu Asunmaa              | Ville Mannisenmäki         | 4                          |
| Škoda                      | Škoda Fabia RS Rally2      | Simone Campedelli             | P                          | Simone Campedelli          | Tania Canton               | 5                          |
| Škoda                      | Škoda Fabia RS Rally2      | Boštjan Avbelj                | P                          | Boštjan Avbelj             | Damijan Andrejka           | 5                          |
| Škoda                      | Škoda Fabia RS Rally2      | Roberto Daprà                 | P                          | Roberto Daprà              | Luca Guglielmetti          | 5                          |
| Škoda                      | Škoda Fabia RS Rally2      | Fabio Mezzatesta              | P                          | Fabio Mezzatesta           | Marco Menchini             | 5                          |
| Škoda                      | Škoda Fabia RS Rally2      | EuroOil Team                  | P                          | Grzegorz Grzyb             | Adam Binięda               | 8                          |
| Škoda                      | Škoda Fabia RS Rally2      | Auto Podbabská Škoda Mol Team | H                          | Dominik Stříteský          | Jiří Hovorka               | 6                          |
| Škoda                      | Škoda Fabia Rally2 evo     | HRT Racing Kft.               | P                          | Miklós Csomós              | Attila Nagy                | 1-2                        |
| Škoda                      | Škoda Fabia Rally2 evo     | Eldorado x Humbility Sports   | P                          | Vladas Jurkevičius         | Aisvydas Paliukėnas        | 1                          |
| Škoda                      | Škoda Fabia Rally2 evo     | Klaus Motorsport              | P                          | Kristóf Klausz             | Tamás Papp                 | 1                          |
| Škoda                      | Škoda Fabia Rally2 evo     | Extrém Sport Team Kft.        | P                          | József Trencsényi          | Gábor Verba                | 1                          |
| Škoda                      | Škoda Fabia Rally2 evo     | Giacomo Costenaro             | P                          | Giacomo Costenaro          | Pietro Elia Ometto         | 3-4                        |
| Škoda                      | Škoda Fabia Rally2 evo     | Topp-Cars Rally Team          | P                          | Martin László              | Gábor Zsiros               | 5                          |
| Škoda                      | Škoda Fabia Rally2 evo     | Kole Média Center Kft.        | P                          | Ferenc Vincze jr.          | Gergely Németh             | 5                          |
| Škoda                      | Škoda Fabia Rally2 evo     | Turán Motorsport SE           | P                          | Rafał Kwiatkowski          | Kamil Kozdroń              | 8                          |
| Škoda                      | Škoda Fabia Rally2 evo     | Giacomo Costenaro             | M                          | Giacomo Costenaro          | Justin Bardini             | 1-2                        |
| Škoda                      | Škoda Fabia Rally2 evo     | Amaury Molle                  | M                          | Amaury Molle               | Alex Dubois                | 5                          |
| Škoda                      | Škoda Fabia Rally2 evo     | Team MRF Tyres                | M                          | Amaury Molle               | Alex Dubois                | 6, 8                       |
| Škoda                      | Škoda Fabia Rally2 evo     | BRC Racing Team               | M                          | Jakub Matulka              | Daniel Dymurski            | 8                          |
| Škoda                      | Škoda Fabia Rally2 evo     | GK Forge Lotto Rally Team     | M                          | Jarosław Szeja             | Marcin Szeja               | 8                          |
| Škoda                      | Škoda Fabia Rally2 evo     | Łukasz Byśkiniewicz           | M                          | Łukasz Byśkiniewicz        | Daniel Siatkowski          | 8                          |
| Škoda                      | Škoda Fabia Rally2 evo     | TRT Rally Team                | M                          | Piotr Krotoszyński         | Adrian Sadowski            | 8                          |
| Škoda                      | Škoda Fabia R5             | Pécsi Sport Nonprofit Zrt.    | P                          | Péter Ranga                | Janek                      | 1                          |
| Škoda                      | Škoda Fabia R5             | Treff-Autóház Kft.            | P                          | Sasa                       | Rebeka Ollé                | 1                          |
| Škoda                      | Škoda Fabia R5             | EuroOil Team                  | P                          | Václav Pech jr.            | Petr Uhel                  | 6                          |
| Škoda                      | Škoda Fabia R5             | PRAGA Automotive              | M                          | Aleš Jirásek               | Petr Machů                 | 6                          |
| Toyota                     | Toyota GR Yaris Rally2     | Team MRF Tyres                | M                          | Mārtiņš Sesks              | Renārs Francis             | 1-5                        |
| Toyota                     | Toyota GR Yaris Rally2     | Team MRF Tyres                | M                          | Meirion Evans              | Jonathan Jackson           | 8                          |
| Toyota                     | Toyota GR Yaris Rally2     | ACCR Toyota Dolák             | H                          | Filip Mareš                | Radovan Bucha              | 1-3, 5-6                   |
| Toyota                     | Toyota GR Yaris Rally2     | Mikko Heikkilä                | M                          | Mikko Heikkilä             | Kristian Temonen           | 1, 3-4                     |
| Toyota                     | Toyota GR Yaris Rally2     | RedGrey Team                  | M                          | Georg Linnamäe             | James Morgan               | 4                          |
| Toyota                     | Toyota GR Yaris Rally2     | RedGrey Team                  | M                          | Gregor Jeets               | Timo Taniel                | 4                          |
| Toyota                     | Toyota GR Yaris Rally2     | Chris Ingram                  | M                          | Chris Ingram               | Alexander Kihurani         | 7                          |
| Toyota                     | Toyota GR Yaris Rally2     | Meirion Evans                 | M                          | Meirion Evans              | Jonathan Jackson           | 7                          |
| Toyota                     | Toyota GR Yaris Rally2     | Toyota España                 | P                          | Alejandro Cachón           | Borja Rozada               | 2                          |
| Toyota                     | Toyota GR Yaris Rally2     | Toyota Gazoo Racing WRT NG    | P                          | Yuki Yamamoto              | Marko Salminen             | 4                          |
| Toyota                     | Toyota GR Yaris Rally2     | T-Racing                      | P                          | Giandomenico Basso         | Lorenzo Granai             | 5                          |
| Toyota                     | Toyota GR Yaris Rally2     | invelt - s.r.o.               | P                          | Jakub Jirovec              | Petr Jindra jr.            | 6                          |
| Volkswagen                 | Volkswagen Polo GTI R5     | Turán Motorsport SE           | H                          | Frigyes Turán              | Gábor Zsiros               | 1                          |
| Volkswagen                 | Volkswagen Polo GTI R5     | Petter Solberg                | P                          | Petter Solberg             | Jonas Andersson            | 3                          |
| Volkswagen                 | Volkswagen Polo GTI R5     | Frank Tore Larsen             | P                          | Frank Tore Larsen          | Lars-Håkon Lundgreen       | 3                          |
| Volkswagen                 | Volkswagen Polo GTI R5     | Frank Tore Larsen             | P                          | Frank Tore Larsen          | Torstein Eriksen           | 4                          |
| Volkswagen                 | Volkswagen Polo GTI R5     | Eyvind Brynildsen             | P                          | Eyvind Brynildsen          | Jørn Listerud              | 3                          |
| Volkswagen                 | Volkswagen Polo GTI R5     | Kristoffersson Motorsport     | P                          | Johan Kristoffersson       | Stig Rune Skjærmoen        | 3                          |
| Volkswagen                 | Volkswagen Polo GTI R5     | Christoffer Haglund           | P                          | Christoffer Haglund        | Johan Johansson            | 3                          |
| Volkswagen                 | Volkswagen Polo GTI R5     | Team MRF Tyres                | M                          | Simone Tempestini          | Sergiu Itu                 | 7                          |
| note:                      |                            |                               |                            |                            |                            |                            |

## Risultati e statistiche

### ERC
| Gara | Nome rally                                               | Vincitori | Vincitori                          | Vincitori                                             | Vincitori | Statistiche | Statistiche | Statistiche | Statistiche | Statistiche |
| Gara | Nome rally                                               | Nº        | Pilota e copilota                  | Squadra e vettura                                     | Tempo     | Speciali    | Lunghezza   | Iscritti    | Partiti     | Arrivati    |
| ---- | -------------------------------------------------------- | --------- | ---------------------------------- | ----------------------------------------------------- | --------- | ----------- | ----------- | ----------- | ----------- | ----------- |
| 1    | 5° Rally Hungary (12-14 aprile)                          | 14        | Simone Tempestini Sergiu Itu       | privato (Škoda Fabia RS Rally2)                       | 1h52'50"4 | 13          | 192,43 km   | 57          | 55          | 33          |
| 2    | 48° Rally Islas Canarias (2-4 maggio)                    | 16        | Yoann Bonato Benjamin Boulloud     | privato (Citroën C3 Rally2)                           | 1h57'18"8 | 13          | 193,12 km   | 73          | 72          | 34          |
| 3    | 2nd BAUHAUS Royal Rally of Scandinavia (13-15 giugno)    | 3         | Oliver Solberg Elliott Edmondson   | privato (Škoda Fabia RS Rally2)                       | 1h32'40"8 | 17          | 191,05 km   | 42          | 41          | 31          |
| 4    | 14. Delfi Rally Estonia (5-7 luglio)                     | 12        | Georg Linnamäe James Morgan        | RedGrey Team (Toyota GR Yaris Rally2)                 | 1h44'33"1 | 14          | 187,64 km   | 51          | 51          | 35          |
| 5    | 12° Rally di Roma Capitale (26-28 luglio)                | 15        | Andrea Crugnola Pietro Elia Ometto | F.P.F. Sport (Citroën C3 Rally2)                      | 1h53'10"9 | 13          | 189,52 km   | 90          | 87          | 32          |
| 6    | 53. Barum Czech Rally Zlín (16-18 agosto)                | 15        | Dominik Stříteský Jiří Hovorka     | Auto Podbabská Škoda Mol Team (Škoda Fabia RS Rally2) | 1h41'56"7 | 15          | 193,59 km   | 64          | 60          | 27          |
| 7    | 4° JDS Machinery Rali Ceredigion (30 agosto-1 settembre) | 1         | Hayden Paddon John Kennard         | BRC Racing Team (Hyundai i20 N Rally2)                | 1h38'59"  | 14          | 184,16 km   | 41          | 38          | 23          |
| 8    | 8° Rajd Śląska - Rally Silesia (11-13 ottobre)           | 4         | Andrea Mabellini Virginia Lenzi    | Team MRF Tyres (Škoda Fabia RS Rally2)                | 1h45'28"9 | 14          | 180,15 km   | 33          | 32          | 27          |

### ERC-3
| Gara | Nome rally                                               | Vincitori | Vincitori                      | Vincitori                                   | Vincitori | Statistiche | Statistiche | Statistiche | Statistiche | Statistiche |
| Gara | Nome rally                                               | Nº        | Pilota e copilota              | Squadra e vettura                           | Tempo     | Speciali    | Lunghezza   | Iscritti    | Partiti     | Arrivati    |
| ---- | -------------------------------------------------------- | --------- | ------------------------------ | ------------------------------------------- | --------- | ----------- | ----------- | ----------- | ----------- | ----------- |
| 1    | 5° Rally Hungary (12-14 aprile)                          | 31        | Filip Kohn Tom Woodburn        | privato (Ford Fiesta Rally3)                | 2h01'10"6 | 13          | 192,43 km   | 4           | 4           | 4           |
| 2    | 48° Rally Islas Canarias (2-4 maggio)                    | 32        | Igor Widłak Daniel Dymurski    | Grupa PGS RT (Ford Fiesta Rally3)           | 2h12'02"9 | 13          | 193,12 km   | 2           | 2           | 2           |
| 3    | 2nd BAUHAUS Royal Rally of Scandinavia (13-15 giugno)    | 27        | Filip Kohn Tom Woodburn        | privato (Ford Fiesta Rally3)                | 1h34'46"1 | 17          | 191,05 km   | 5           | 5           | 5           |
| 4    | 14. Delfi Rally Estonia (5-7 luglio)                     | 27        | Romet Jürgenson Siim Oja       | Team Estonia Autosport (Ford Fiesta Rally3) | 1h50'44"8 | 14          | 187,64 km   | 8           | 8           | 7           |
| 5    | 12° Rally di Roma Capitale (26-28 luglio)                | 33        | Filip Kohn Tom Woodburn        | privato (Ford Fiesta Rally3)                | 2h04'06"8 | 13          | 189,52 km   | 6           | 6           | 5           |
| 6    | 53. Barum Czech Rally Zlín (16-18 agosto)                | 27        | Filip Kohn Tom Woodburn        | privato (Ford Fiesta Rally3)                | 1h53'16"8 | 15          | 193,59 km   | 7           | 7           | 5           |
| 7    | 4° JDS Machinery Rali Ceredigion (30 agosto-1 settembre) | 22        | Jakub Matulka Daniel Dymurski  | M-Sport Poland (Ford Fiesta Rally3)         | 1h47'27"5 | 14          | 184,16 km   | 5           | 4           | 3           |
| 8    | 8° Rajd Śląska - Rally Silesia (11-13 ottobre)           | 25        | Mille Johansson Johan Grönvall | IK Sport Racing (Ford Fiesta Rally3)        | 1h50'45"2 | 14          | 180,15 km   | 4           | 4           | 4           |

### ERC-4
| Gara | Nome rally                                               | Vincitori | Vincitori                      | Vincitori                                        | Vincitori | Statistiche | Statistiche | Statistiche | Statistiche | Statistiche |
| Gara | Nome rally                                               | Nº        | Pilota e copilota              | Squadra e vettura                                | Tempo     | Speciali    | Lunghezza   | Iscritti    | Partiti     | Arrivati    |
| ---- | -------------------------------------------------------- | --------- | ------------------------------ | ------------------------------------------------ | --------- | ----------- | ----------- | ----------- | ----------- | ----------- |
| 1    | 5° Rally Hungary (12-14 aprile)                          | 36        | Max McRae Cameron Fair         | TRT Rally Team (Peugeot 208 Rally4)              | 2h09'51"5 | 13          | 192,43 km   | 20          | 20          | 12          |
| 2    | 48° Rally Islas Canarias (2-4 maggio)                    | 35        | Mille Johansson Johan Grönvall | IK Sport Racing (Opel Corsa Rally4)              | 2h07'10"9 | 13          | 193,12 km   | 16          | 16          | 10          |
| 3    | 2nd BAUHAUS Royal Rally of Scandinavia (13-15 giugno)    | 30        | Mille Johansson Johan Grönvall | IK Sport Racing (Opel Corsa Rally4)              | 1h43'02"6 | 17          | 191,05 km   | 14          | 14          | 9           |
| 4    | 14. Delfi Rally Estonia (5-7 luglio)                     | 27        | Jaspar Vaher Sander Pruul      | M-Sport Poland (Ford Fiesta Rally4)              | 1h56'40"2 | 14          | 187,64 km   | 15          | 15          | 12          |
| 5    | 12° Rally di Roma Capitale (26-28 luglio)                | 40        | Giorgio Cogni Simone Brachi    | privato (Peugeot 208 Rally4)                     | 2h04'31"9 | 13          | 189,52 km   | 8           | 7           | 5           |
| 6    | 53. Barum Czech Rally Zlín (16-18 agosto)                | 37        | Patrik Herczig Kristóf Varga   | HRT Racing Kft. (Peugeot 208 Rally4)             | 1h54'51"5 | 15          | 193,59 km   | 6           | 5           | 4           |
| 7    | 4° JDS Machinery Rali Ceredigion (30 agosto-1 settembre) | 26        | Max McRae Cameron Fair         | TRT Rally Team (Peugeot 208 Rally4)              | 1h47'28"3 | 14          | 184,16 km   | 10          | 10          | 8           |
| 8    | 8° Rajd Śląska - Rally Silesia (11-13 ottobre)           | 27        | Calle Carlberg Jørgen Eriksen  | ADAC Opel Rallye Junior Team (Opel Corsa Rally4) | 1h53'12"8 | 14          | 184,16 km   | 7           | 6           | 6           |

### ERC Junior
| Gara | Nome rally                                               | Vincitori | Vincitori                      | Vincitori                                        | Vincitori | Statistiche | Statistiche | Statistiche | Statistiche | Statistiche |
| Gara | Nome rally                                               | Nº        | Pilota e copilota              | Squadra e vettura                                | Tempo     | Speciali    | Lunghezza   | Iscritti    | Partiti     | Arrivati    |
| ---- | -------------------------------------------------------- | --------- | ------------------------------ | ------------------------------------------------ | --------- | ----------- | ----------- | ----------- | ----------- | ----------- |
| 1    | 5° Rally Hungary (12-14 aprile)                          | 36        | Max McRae Cameron Fair         | TRT Rally Team (Peugeot 208 Rally4)              | 2h09'51"5 | 13          | 192,43 km   | 17          | 17          | 10          |
| 2    | 48° Rally Islas Canarias (2-4 maggio)                    | 35        | Mille Johansson Johan Grönvall | IK Sport Racing (Opel Corsa Rally4)              | 2h07'10"9 | 13          | 193,12 km   | 14          | 14          | 10          |
| 3    | 2nd BAUHAUS Royal Rally of Scandinavia (13-15 giugno)    | 30        | Mille Johansson Johan Grönvall | IK Sport Racing (Opel Corsa Rally4)              | 1h43'02"6 | 17          | 191,05 km   | 14          | 14          | 9           |
| 4    | 14. Delfi Rally Estonia (5-7 luglio)                     | 27        | Jaspar Vaher Sander Pruul      | M-Sport Poland (Ford Fiesta Rally4)              | 1h56'40"2 | 14          | 187,64 km   | 12          | 12          | 11          |
| 5    | 4° JDS Machinery Rali Ceredigion (30 agosto-1 settembre) | 26        | Max McRae Cameron Fair         | TRT Rally Team (Peugeot 208 Rally4)              | 1h47'28"3 | 14          | 184,16 km   | 8           | 8           | 7           |
| 6    | 8° Rajd Śląska - Rally Silesia (11-13 ottobre)           | 27        | Calle Carlberg Jørgen Eriksen  | ADAC Opel Rallye Junior Team (Opel Corsa Rally4) | 1h53'12"8 | 14          | 184,16 km   | 4           | 4           | 4           |

### Fiesta Rally3 Trophy
| Gara | Nome rally                                            | Vincitori | Vincitori                  | Vincitori    | Vincitori | Statistiche | Statistiche | Statistiche | Statistiche | Statistiche |
| Gara | Nome rally                                            | Nº        | Pilota e copilota          | Squadra      | Tempo     | Speciali    | Lunghezza   | Iscritti    | Partiti     | Arrivati    |
| ---- | ----------------------------------------------------- | --------- | -------------------------- | ------------ | --------- | ----------- | ----------- | ----------- | ----------- | ----------- |
| 1    | 5° Rally Hungary (12-14 aprile)                       | 31        | Filip Kohn Tom Woodburn    | privato      | 2h01'10"6 | 13          | 192,43 km   | 4           | 4           | 4           |
| 2    | 2nd BAUHAUS Royal Rally of Scandinavia (13-15 giugno) | 27        | Filip Kohn Tom Woodburn    | privato      | 1h34'46"1 | 17          | 191,05 km   | 5           | 5           | 5           |
| 3    | 14. Delfi Rally Estonia (5-7 luglio)                  | 27        | Kerem Kazaz Hugo Magalhães | Atölye Kazaz | 1h55'43"1 | 14          | 187,64 km   | 5           | 5           | 4           |
| 4    | 12° Rally di Roma Capitale (26-28 luglio)             | 33        | Filip Kohn Tom Woodburn    | privato      | 2h04'06"8 | 13          | 189,52 km   | 4           | 4           | 3           |
| 5    | 53. Barum Czech Rally Zlín (16-18 agosto)             | 27        | Filip Kohn Tom Woodburn    | privato      | 1h53'16"8 | 15          | 193,59 km   | 5           | 5           | 5           |

## Classifiche

### Punteggio
I punti per i campionati piloti e copiloti di ogni serie, ad eccezione del Junior ERC dove saranno validi soltanto per i piloti, sono assegnati ai primi quindici equipaggi classificati. Per quanto riguarda la power stage, i punti assegnati ai primi cinque classificati varranno soltanto per il campionato principale. Nelle serie ERC, ERC3 ed ERC4 saranno conteggiati i migliori sette risultati sugli otto a disposizione; per il campionato Junior ERC verranno invece presi in considerazione i migliori cinque sui sei totali.
| Posizione finale | 1ª | 2ª | 3ª | 4ª | 5ª | 6ª | 7ª | 8ª | 9ª | 10ª | 11ª | 12ª | 13ª | 14ª | 15ª |
| Punti            | 30 | 24 | 21 | 19 | 17 | 15 | 13 | 11 | 9  | 7   | 5   | 4   | 3   | 2   | 1   |

| Posizione nella Power stage | 1ª | 2ª | 3ª | 4ª | 5ª |
| Punti                       | 5  | 4  | 3  | 2  | 1  |

A parità di punteggio, nelle classifiche generali prevale chi ha ottenuto il miglior risultato e/o il maggior numero di essi.

### Classifica generale piloti
La seguente classifica generale tiene conto soltanto dei piloti iscritti al campionato ERC e/o alle sue serie minori (ERC3, ERC4 e Junior ERC).
| Pos. | Pilota                     | UNG | CAN  | SCA   | EST | ROM  | BAR   | CER | SIL | Punti |
| ---- | -------------------------- | --- | ---- | ----- | --- | ---- | ----- | --- | --- | ----- |
| 1    | Hayden Paddon              | 4   | 65   | 3     | 5   | 65   | (123) | 1   | 3   | 145   |
| 2    | Mathieu Franceschi         | 21  | 23   | (Rit) | 10  | 54   | Rit   | 35  | 53  | 124   |
| 3    | Mikołaj Marczyk            | 6   | 7    | 85    | 7   | (11) | 75    | 4   | 42  | 109   |
| 4    | Andrea Mabellini           | 74  | (16) | 9     | 8   | 9    | 16    | 23  | 1   | 101   |
| 5    | Jon Armstrong              | 85  | 7    | (Rit) | 64  | 20   | 26    | 62  | 21  | 88    |
| 6    | Simone Tempestini          | 13  |      | 10    | Rit | 4    | WD    | Rit | Rit | 59    |
| 7    | Mads Østberg               | Rit | 8    | 53    | 43  | Rit  | WD    |     |     | 53    |
| 8    | Yoann Bonato               |     | 14   |       |     |      |       |     | 64  | 49    |
| 9    | Simon Wagner               | 9   | 10   |       |     | 10   | 23    |     |     | 49    |
| 10   | Efrén Llarena              | Rit | 11   | 14    |     | 3    | 6     |     |     | 45    |
| 11   | Erik Cais                  | 5   | 14   |       |     | 27   | 31    |     |     | 44    |
| 12   | Oliver Solberg             |     |      | 1     |     |      |       |     |     | 35    |
| 13   | Georg Linnamäe             |     |      |       | 1   |      |       |     |     | 35    |
| 14   | Andrea Crugnola            |     |      |       |     | 1    |       |     |     | 35    |
| 15   | Dominik Stříteský          |     |      |       |     |      | 1     |     |     | 30    |
| 16   | Filip Mareš                | 10  | 15   | 13    |     | 15   | 54    |     |     | 30    |
| 17   | Robert Virves              |     |      |       | 2   |      |       |     |     | 28    |
| 18   | Mikko Heikkilä             | Rit |      | 2     | Rit |      |       |     |     | 28    |
| 19   | Simone Campedelli          |     |      |       |     | 2    |       |     |     | 28    |
| 20   | Alejandro Cachón           |     | 31   |       |     |      |       |     |     | 26    |
| 21   | Miklós Csomós              | 32  | Rit  |       |     |      |       |     |     | 25    |
| 22   | Frank Tore Larsen          |     |      | 4     | 13  |      |       |     |     | 24    |
| 23   | Diego Ruiloba              |     | 42   |       |     |      |       |     |     | 23    |
| 24   | Nikolay Gryazin            |     |      |       | 3   |      |       |     |     | 21    |
| 25   | Adam Březík                |     |      |       |     | 19   | 4     |     |     | 19    |
| 26   | Callum Devine              |     |      |       |     |      |       | 54  |     | 19    |
| 27   | José Antonio Suárez        |     | 5    |       |     |      |       |     |     | 17    |
| 28   | Mārtiņš Sesks              | Rit | 23   | 6     | 14  | WD   |       |     |     | 17    |
| 29   | Boštjan Avbelj             |     |      |       |     | 7    |       |     |     | 13    |
| 30   | Osian Pryce                |     |      |       |     |      |       | 7   |     | 13    |
| 31   | Grzegorz Grzyb             |     |      |       |     |      |       |     | 7   | 13    |
| 32   | Isak Reiersen              |     |      | 7     |     |      |       |     |     | 13    |
| 33   | Giandomenico Basso         |     |      |       |     | 8    |       |     |     | 11    |
| 34   | Jarosław Szeja             |     |      |       |     |      |       |     | 8   | 11    |
| 35   | Matt Edwards               |     |      |       |     |      |       | 8   |     | 11    |
| 36   | Hermann Neubauer           |     | 19   |       |     |      | 8     |     |     | 11    |
| 37   | Gregor Jeets               |     |      |       | 95  |      |       |     |     | 10    |
| 38   | Jakub Matulka              |     |      |       |     |      |       | 10  | 13  | 10    |
| 39   | Jan Kopecký                |     |      |       |     |      | 9     |     |     | 9     |
| 40   | Meirion Evans              |     |      |       |     |      |       | 9   | Rit | 9     |
| 41   | Zbigniew Gabryś            |     |      |       |     |      |       |     | 9   | 9     |
| 42   | Martin László              | 13  | Rit  |       |     | 19   | 11    |     |     | 8     |
| 43   | Philip Allen               | 30  | 20   | Rit   | 26  |      |       | 23  | 10  | 7     |
| 44   | Václav Pech Jr.            |     |      |       |     |      | 10    |     |     | 7     |
| 45   | Yeray Lemes                |     | 10   |       |     |      |       |     |     | 7     |
| 46   | Jarosław Kołtun            |     |      |       |     | 18   | 15    |     | 125 | 6     |
| 47   | Mille Johansson            | 25  | 26   | 19    | 23  |      |       | 12  | 14  | 6     |
| 48   | Teemu Asunmaa              |     |      |       | 11  |      |       |     |     | 5     |
| 49   | Johan Kristoffersson       |     |      | 11    |     |      |       |     |     | 5     |
| 50   | Vladas Jurkevičius         | 11  |      |       |     |      |       |     |     | 5     |
| 51   | Max McRae                  | 21  | 29   | 31    | 41  |      |       | 11  | 19  | 5     |
| 52   | Łukasz Byśkiniewicz        |     |      |       |     |      |       |     | 11  | 5     |
| 53   | Roberto Daprà              |     |      |       |     | 12   |       |     |     | 4     |
| 54   | Frigyes Turán              | 12  |      |       |     |      |       |     |     | 4     |
| 55   | Kalle Gustafsson           |     |      | 12    |     |      |       |     |     | 4     |
| 56   | Yuki Yamamoto              |     |      |       | 12  |      |       |     |     | 4     |
| 57   | Ferenc Vincze Jr.          |     |      |       |     | 13   |       |     |     | 3     |
| 58   | Enrique Cruz               |     | 13   |       |     |      |       |     |     | 3     |
| 59   | Albert von Thurn und Taxis |     | 22   |       |     |      | 13    | Rit |     | 3     |
| 60   | William Creighton          |     |      |       |     |      |       | 13  |     | 3     |
| 61   | Michał Chorbiński          |     |      |       |     |      |       | 14  | 25  | 2     |
| 62   | Aleš Jirásek               |     |      |       |     |      | 14    |     |     | 2     |
| 63   | Giacomo Costenaro          | 14  | Rit  | 16    | 31  |      |       |     |     | 2     |
| 64   | Alexey Lukyanuk            |     | 14   |       |     |      |       |     |     | 2     |
| 65   | Giacomo Scattolon          |     |      |       |     | 14   |       |     |     | 2     |
| 66   | Kaspar Kasari              |     |      |       | 15  |      |       |     |     | 1     |
| 67   | Petter Solberg             |     |      | 15    |     |      |       |     |     | 1     |
| 68   | Kristóf Klausz             | 15  |      |       |     |      |       |     |     | 1     |
| 69   | Filip Kohn                 | 16  |      | 17    | 20  | 22   | 18    | 15  |     | 1     |
| 70   | Piotr Krotoszyński         |     |      |       |     |      |       |     | 15  | 1     |
| Pos. | Pilota                     | UNG | CAN  | SCA   | EST | ROM  | BAR   | CER | SIL | Punti |

| Colore  | Risultato                |
| ------- | ------------------------ |
| Oro     | Vincitore                |
| Argento | 2º posto                 |
| Bronzo  | 3º posto                 |
| Verde   | Finito a punti           |
| Blu     | Finito senza punti       |
| Blu     | Non classificato (NC)    |
| Viola   | Ritirato (Rit)           |
| Nero    | Squalificato (SQ)        |
| Nero    | Escluso (ES)             |
| Bianco  | Non ha gareggiato        |
| Bianco  | Iscrizione ritirata (WD) |
| Bianco  | Non partito (NP)         |
| Bianco  | Gara cancellata (C)      |

### Classifica generale copiloti
La seguente classifica generale tiene conto soltanto dei piloti iscritti al campionato ERC e/o alle sue serie minori (ERC3, ERC4).
| Pos. | Copilota             | UNG | CAN  | SCA   | EST | ROM  | BAR   | CER | SIL | Punti |
| ---- | -------------------- | --- | ---- | ----- | --- | ---- | ----- | --- | --- | ----- |
| 1    | John Kennard         | 4   | 65   | 3     | 5   | 65   | (123) | 1   | 3   | 145   |
| 2    | Andy Malfoy          | 21  | 23   | (Rit) | 10  | 54   | Rit   | 35  | 53  | 124   |
| 3    | Szymon Gospodarczyk  | 6   | 7    | 85    | 7   | (11) | 75    | 4   | 42  | 109   |
| 4    | Virginia Lenzi       | 74  | (16) | 9     | 8   | 9    | 16    | 23  | 1   | 101   |
| 5    | Eoin Treacy          | 85  | 8    | (Rit) | 64  | 20   | 26    | 62  | 21  | 88    |
| 6    | Sergiu Itu           | 13  |      | 10    | Rit | 4    | WD    | Rit |     | 59    |
| 7    | Patrik Barth         | Rit | 9    | 53    | 43  | Rit  | WD    |     |     | 51    |
| 8    | Benjamin Boulloud    |     | 14   |       |     |      |       |     | 64  | 49    |
| 9    | Sara Fernández       | Rit | 12   | 14    |     | 3    | 6     |     |     | 45    |
| 10   | Igor Bacigál         | 5   | 15   |       |     | 27   | 31    |     |     | 44    |
| 11   | Craig Drew           |     |      |       | 2   |      |       | 11  | 10  | 40    |
| 12   | Elliott Edmondson    |     |      | 1     |     |      |       |     |     | 35    |
| 13   | James Morgan         |     |      |       | 1   |      |       |     |     | 35    |
| 14   | Pietro Elia Ometto   |     |      |       |     | 1    |       |     |     | 35    |
| 15   | Jara Hain            |     |      |       |     | 10   | 2     |     |     | 35    |
| 16   | Jiří Hovorka         |     |      |       |     |      | 1     |     |     | 30    |
| 17   | Radovan Bucha        | 10  | 15   | 13    |     | 15   | 54    |     |     | 30    |
| 18   | Kristian Temonen     | Rit |      | 2     | Rit |      |       |     |     | 28    |
| 19   | Tania Canton         |     |      |       |     | 2    |       |     |     | 28    |
| 20   | Borja Rozada         |     | 31   |       |     |      |       |     |     | 26    |
| 21   | Attila Nagy          | 32  | Rit  |       |     |      |       |     |     | 25    |
| 22   | Ángel Luis Vela      |     | 42   |       |     |      |       |     |     | 23    |
| 23   | Andris Mālnieks      | 24  |      | 21    | 3   |      |       |     |     | 21    |
| 24   | Lars-Håkon Lundgreen |     |      | 4     |     |      |       |     |     | 21    |
| 25   | Ondřej Krajča        |     |      |       |     | 19   | 4     |     |     | 19    |
| 26   | Noel O'Sullivan Jr.  |     |      |       |     |      |       | 54  |     | 19    |
| 27   | Alberto Iglesias Pin |     | 5    |       |     |      |       |     |     | 17    |
| 28   | Renārs Francis       | Rit | 23   | 6     | 14  | WD   |       |     |     | 17    |
| 29   | Gerald Winter        | 9   | 11   |       |     |      |       |     |     | 14    |
| 30   | Damijan Andrejka     |     |      |       |     | 7    |       |     |     | 13    |
| 31   | Rhodri Evans         |     |      |       |     |      |       | 7   |     | 13    |
| 32   | Adam Binięda         |     |      |       |     |      |       |     | 7   | 13    |
| 33   | Stefan Gustavsson    |     |      | 7     |     |      |       |     |     | 13    |
| 34   | Lorenzo Granai       |     |      |       |     | 8    |       |     |     | 11    |
| 35   | Marcin Szeja         |     |      |       |     |      |       |     | 8   | 11    |
| 36   | David Moynihan       |     |      |       |     |      |       | 8   |     | 11    |
| 37   | Bernhard Ettel       |     | 19   |       |     |      | 8     |     |     | 11    |
| 38   | Timo Taniel          |     |      |       | 95  |      |       |     |     | 10    |
| 39   | Daniel Dymurski      |     | 33   | 23    |     |      | 24    | 10  | 13  | 10    |
| 40   | Jan Hloušek          |     |      |       |     |      | 9     |     |     | 9     |
| 41   | Jonathan Jackson     |     |      |       |     |      |       | 9   | Rit | 9     |
| 42   | Damian Syty          |     |      |       |     |      |       |     | 9   | 9     |
| 43   | Viktor Bán           | 13  | Rit  |       |     |      | 11    |     |     | 8     |
| 44   | Petr Uhel            |     |      |       |     |      | 10    |     |     | 7     |
| 45   | Rogelio Peñate       |     | 10   |       |     |      |       |     |     | 9     |
| 46   | Ireneusz Pleskot     |     |      |       |     | 18   | 15    |     | 125 | 6     |
| 47   | Johan Grönvall       | 25  | 26   | 19    | 23  |      |       | 12  | 14  | 6     |
| 48   | Ville Mannisenmäki   |     |      |       | 11  |      |       |     |     | 5     |
| 49   | Stig Rune Skjærmoen  |     |      | 11    |     |      |       |     |     | 5     |
| 50   | Aisvydas Paliukėnas  | 11  |      |       |     |      |       |     |     | 5     |
| 51   | Cameron Fair         | 21  | 29   | 31    | 41  |      |       | 11  | 19  | 5     |
| 52   | Daniel Siatkowski    |     |      |       |     |      |       |     | 11  | 5     |
| 53   | Daniel Barritt       |     |      |       |     |      |       | 12  |     | 4     |
| 54   | Luca Guglielmetti    |     |      |       |     | 12   |       |     |     | 4     |
| 55   | Gábor Zsiros         | 12  |      |       |     |      |       |     |     | 4     |
| 56   | Magnus Nilsson       |     |      | 12    |     |      |       |     |     | 4     |
| 57   | Marko Salminen       |     |      |       | 12  |      |       |     |     | 4     |
| 58   | Torstein Eriksen     |     |      |       | 13  |      |       |     |     | 3     |
| 59   | Gergely Németh       |     |      |       |     | 13   |       |     |     | 3     |
| 60   | Yeray Mújica Eugenio |     | 13   |       |     |      |       |     |     | 3     |
| 61   | Liam Regan           |     |      |       |     |      |       | 13  |     | 3     |
| 62   | Frank Christian      |     | 22   |       |     |      | 13    | Rit |     | 3     |
| 63   | Petr Machů           |     |      |       |     |      | 14    |     |     | 2     |
| 64   | Michał Marczewski    | 19  |      |       | 25  | Rit  |       | 14  | 26  | 2     |
| 65   | Justin Bardini       | 14  | Rit  |       |     |      |       |     |     | 2     |
| 66   | Yuriy Kulikov        |     | 14   |       |     |      |       |     |     | 2     |
| 67   | Gabriele Zanni       |     |      |       |     | 14   |       |     |     | 2     |
| 68   | Rainis Raidma        |     |      |       | 15  |      |       |     |     | 1     |
| 69   | Jonas Andersson      |     |      | 15    |     |      |       |     |     | 1     |
| 70   | Tamás Papp           | 15  |      |       |     |      |       |     |     | 1     |
| 71   | Tom Woodburn         | 16  |      | 17    | 20  | 22   | 18    | 15  |     | 1     |
| 72   | Mateusz Martynek     |     |      |       |     |      |       |     | 15  | 1     |
| Pos. | Copilota             | UNG | CAN  | SCA   | EST | ROM  | BAR   | CER | SIL | Punti |

| Colore  | Risultato                |
| ------- | ------------------------ |
| Oro     | Vincitore                |
| Argento | 2º posto                 |
| Bronzo  | 3º posto                 |
| Verde   | Finito a punti           |
| Blu     | Finito senza punti       |
| Blu     | Non classificato (NC)    |
| Viola   | Ritirato (Rit)           |
| Nero    | Squalificato (SQ)        |
| Nero    | Escluso (ES)             |
| Bianco  | Non ha gareggiato        |
| Bianco  | Iscrizione ritirata (WD) |
| Bianco  | Non partito (NP)         |
| Bianco  | Gara cancellata (C)      |

### Classifica generale a squadre
Al campionato a squadre possono essere iscritte a ogni evento sino a un massimo di tre vetture per scuderia ma soltanto le migliori due classificate marcheranno i punti per la classifica.
| Pos. | Squadra                                  | UNG | UNG | CAN | CAN | SCA | SCA | EST | EST | ROM | ROM | BAR | BAR | CER | CER | SIL | SIL | Punti |
| ---- | ---------------------------------------- | --- | --- | --- | --- | --- | --- | --- | --- | --- | --- | --- | --- | --- | --- | --- | --- | ----- |
| 1    | BRC Racing Team                          | 1   | 1   | 4   | 4   | 1   | 1   | 3   | 3   | 2   | 2   | (9) | (9) | 1   | 1   | 2   | 7   | 191   |
| 2    | Team MRF Tyres                           | 3   | 3   | 7   | 11  | 3   | 5   | 4   | 7   |     |     | 12  | 12  | 2   | 2   | 1   | 1   | 167   |
| 3    | TRT Rally Team                           | 12  | 12  | 5   | 17  | 2   | 17  | 2   | 21  | 12  | 12  |     |     | 5   | 5   | 9   | 13  | 102   |
| 4    | Eurosol Racing Team Hungary              | 4   | 4   | 6   | 6   |     |     |     |     | 4   | 4   | 2   | 2   |     |     | 12  | 12  | 81    |
| 5    | ACCR Toyota Dolák                        | 5   | 5   | 10  | 10  | 7   | 7   |     |     | 7   | 7   | 5   | 5   |     |     |     |     | 67    |
| 6    | RedGrey Team                             |     |     |     |     |     |     | 1   | 5   |     |     |     |     | 7   | 13  |     |     | 63    |
| 7    | ACCR Orsák Rally Sport                   | 2   | 2   | 9   | 9   |     |     |     |     | 11  | 11  | 3   | 3   |     |     | 14  | 14  | 61    |
| 8    | F.P.F. Sport                             |     |     |     |     |     |     |     |     | 1   | 6   |     |     |     |     |     |     | 45    |
| 9    | Atölye Kazaz                             | 14  | 14  | 20  | 20  | 9   | 9   | 12  | 12  | 13  | 13  | 13  | 13  | 3   | 3   |     |     | 42    |
| 10   | IK Sport Racing                          | 15  | 15  | 14  | 14  | 8   | 8   | 15  | 15  |     |     |     |     | 6   | 6   | 8   | 8   | 41    |
| 11   | JC Raceteknik                            |     |     |     |     | 4   | 4   |     |     |     |     |     |     |     |     | 5   | 5   | 36    |
| 12   | EuroOil Team                             |     |     |     |     |     |     |     |     |     |     | 7   | 7   |     |     | 3   | 3   | 34    |
| 13   | ADAC Opel Rally Junior Team IM ADAC E.V. |     |     | 15  | 16  | 10  | 13  | 14  | 18  |     |     |     |     | 9   | 10  | 11  | 11  | 34    |
| 14   | Topp-Cars Rally Team                     | 8   | 8   |     |     |     |     |     |     | 8   | 8   | 8   | 8   |     |     |     |     | 33    |
| 15   | Toyota España                            |     |     | 1   | 1   |     |     |     |     |     |     |     |     |     |     |     |     | 30    |
| 16   | Auto Podbabská Škoda Mol Team            |     |     |     |     |     |     |     |     |     |     | 1   | 1   |     |     |     |     | 30    |
| 17   | Plon RT                                  |     |     |     |     |     |     |     |     | 9   | 9   | 11  | 11  |     |     | 6   | 6   | 29    |
| 18   | Samohýl Škoda Team                       |     |     |     |     |     |     |     |     | 10  | 10  | 4   | 4   |     |     |     |     | 26    |
| 19   | M-Sport Poland                           | 13  | 13  |     |     |     |     | 13  | 13  |     |     |     |     | 4   | 4   |     |     | 25    |
| 20   | Citroën Rally Team                       |     |     | 2   | 2   |     |     |     |     |     |     |     |     |     |     |     |     | 24    |
| 21   | Kole Média Center Kft.                   | 10  | 10  |     |     |     |     |     |     | 5   | 5   |     |     |     |     |     |     | 24    |
| 22   | Recalvi Team                             |     |     | 3   | 3   |     |     |     |     |     |     |     |     |     |     |     |     | 21    |
| 23   | T-Racing                                 |     |     |     |     |     |     |     |     | 3   | 3   |     |     |     |     |     |     | 21    |
| 24   | Grupa PGS RT                             | 11  | 11  | 19  | 19  | 11  | 11  | 17  | 17  |     |     | 16  | 16  | 8   | 8   | 16  | 16  | 21    |
| 25   | Turán Motorsport Egyesület               | 7   | 7   |     |     |     |     |     |     |     |     |     |     |     |     | 10  | 10  | 20    |
| 26   | GK Forge Lotto Rally Team                |     |     |     |     |     |     |     |     |     |     |     |     |     |     | 4   | 15  | 20    |
| 27   | Agrotec Škoda Rally Team                 |     |     |     |     |     |     |     |     |     |     | 6   | 6   |     |     |     |     | 15    |
| 28   | Eldorado x Humbility Sports              | 6   | 6   |     |     |     |     |     |     |     |     |     |     |     |     |     |     | 15    |
| 29   | Kristoffersson Motorsport                |     |     |     |     | 6   | 6   |     |     |     |     |     |     |     |     |     |     | 15    |
| 30   | Toyota Gazoo Racing WRT NG               |     |     |     |     |     |     | 6   | 6   |     |     |     |     |     |     |     |     | 15    |
| 31   | LightGrey                                |     |     |     |     |     |     | 10  | 11  |     |     |     |     |     |     |     |     | 12    |
| 32   | OT Racing                                |     |     |     |     |     |     | 8   | 8   |     |     |     |     |     |     |     |     | 11    |
| 33   | C.D. Copi Sport                          |     |     | 8   | 8   |     |     |     |     |     |     |     |     |     |     |     |     | 11    |
| 34   | Motorsport Ireland Rally Academy         | 16  | 17  | 22  | 22  | 15  | 15  | 20  | 20  |     |     |     |     | 11  | 12  |     |     | 10    |
| 35   | Team Estonia Autosport                   |     |     |     |     |     |     | 9   | 9   |     |     |     |     |     |     |     |     | 9     |
| 36   | Klaus Motorsport                         | 9   | 9   |     |     |     |     |     |     |     |     |     |     |     |     |     |     | 9     |
| 37   | PRAGA Automotive                         |     |     |     |     |     |     |     |     |     |     | 10  | 10  |     |     |     |     | 7     |
| 38   | HRT Racing Kft.                          |     |     | 21  | 21  | 14  | 16  | 19  | 19  |     |     | 14  | 15  |     |     |     |     | 5     |
| 39   | Hyundai Motor España                     |     |     | 12  | 12  |     |     |     |     |     |     |     |     |     |     |     |     | 4     |
| 40   | ALM Motorsport                           |     |     | 18  | 18  | 12  | 12  | 16  | 16  |     |     |     |     |     |     |     |     | 4     |
| 41   | Hyundai Motor España -AresRacing-        |     |     | 13  | 13  |     |     |     |     |     |     |     |     |     |     |     |     | 3     |
| Pos. | Squadra                                  | UNG | UNG | CAN | CAN | SCA | SCA | EST | EST | ROM | ROM | BAR | BAR | CER | CER | SIL | SIL | Punti |

| Colore  | Risultato                |
| ------- | ------------------------ |
| Oro     | Vincitore                |
| Argento | 2º posto                 |
| Bronzo  | 3º posto                 |
| Verde   | Finito a punti           |
| Blu     | Finito senza punti       |
| Blu     | Non classificato (NC)    |
| Viola   | Ritirato (Rit)           |
| Nero    | Squalificato (SQ)        |
| Nero    | Escluso (ES)             |
| Bianco  | Non ha gareggiato        |
| Bianco  | Iscrizione ritirata (WD) |
| Bianco  | Non partito (NP)         |
| Bianco  | Gara cancellata (C)      |

### Classifiche ERC3

#### Classifica piloti
| Pos. | Pilota              | UNG | CAN | SCA | EST | ROM | BAR | CER | SIL | Punti |
| ---- | ------------------- | --- | --- | --- | --- | --- | --- | --- | --- | ----- |
| 1    | Filip Kohn          | 1   |     | 1   | 5   | 1   | 1   | 3   |     | 158   |
| 2    | Igor Widłak         | 2   | 1   | 4   | 6   | Rit | 4   |     | 3   | 128   |
| 3    | Kerem Kazaz         | 4   | 2   | 3   | 4   | 3   | 2   |     |     | 128   |
| 4    | Martin Ravenščak    | 3   |     | 5   | 7   | 5   | 3   |     | 4   | 108   |
| 5    | Hubert Kowalczyk    |     |     |     |     | 2   | Rit |     | 2   | 48    |
| 6    | Romet Jürgenson     |     |     |     | 1   |     |     |     |     | 30    |
| 7    | Jakub Matulka       |     |     |     |     |     |     | 1   |     | 30    |
| 8    | Mille Johansson     |     |     |     |     |     |     |     | 1   | 30    |
| 9    | Michał Chorbiński   |     |     |     |     |     |     | 2   |     | 24    |
| 10   | Patrick Enok        |     |     |     | 2   |     |     |     |     | 24    |
| 11   | Tristan Charpentier |     |     | 2   | Rit |     |     |     |     | 24    |
| 12   | Joosep Ralf Nõgene  |     |     |     | 3   |     |     |     |     | 21    |
| 13   | Aleksandar Tomov    |     |     |     |     | 4   | Rit |     |     | 19    |
| 14   | Robert Kolčák       |     |     |     |     |     | 5   |     |     | 17    |
| Pos. | Pilota              | UNG | CAN | SCA | EST | ROM | BAR | CER | SIL | Punti |

| Colore  | Risultato                |
| ------- | ------------------------ |
| Oro     | Vincitore                |
| Argento | 2º posto                 |
| Bronzo  | 3º posto                 |
| Verde   | Finito a punti           |
| Blu     | Finito senza punti       |
| Blu     | Non classificato (NC)    |
| Viola   | Ritirato (Rit)           |
| Nero    | Squalificato (SQ)        |
| Nero    | Escluso (ES)             |
| Bianco  | Non ha gareggiato        |
| Bianco  | Iscrizione ritirata (WD) |
| Bianco  | Non partito (NP)         |
| Bianco  | Gara cancellata (C)      |

#### Classifica copiloti
| Pos. | Copilota           | UNG | CAN | SCA | EST | ROM | BAR | CER | SIL | Punti |
| ---- | ------------------ | --- | --- | --- | --- | --- | --- | --- | --- | ----- |
| 1    | Tom Woodburn       | 1   |     | 1   | 5   | 1   | 1   | 3   |     | 158   |
| 2    | Dora Ravenščak     | 3   |     | 5   | 7   | 5   | 3   |     | 4   | 108   |
| 3    | Daniel Dymurski    |     | 1   | 4   |     |     | 4   | 1   |     | 98    |
| 4    | Michał Marczewski  | 2   |     |     | 6   | Rit |     | 2   | 3   | 84    |
| 5    | Jarosław Hryniuk   |     |     |     |     | 2   | Rit |     | 2   | 48    |
| 6    | Corentin Silvestre |     |     |     |     | 3   | 2   |     |     | 45    |
| 7    | Hugo Magalhães     |     | 2   |     | 4   |     |     |     |     | 43    |
| 8    | Andris Mālnieks    | 4   |     | 3   |     |     |     |     |     | 40    |
| 9    | Siim Oja           |     |     |     | 1   |     |     |     |     | 30    |
| 10   | Johan Grönvall     |     |     |     |     |     |     |     | 1   | 30    |
| 11   | Silver Simm        |     |     |     | 2   |     |     |     |     | 24    |
| 12   | Florian Barral     |     |     | 2   |     |     |     |     |     | 24    |
| 13   | Aleks Lesk         |     |     |     | 3   |     |     |     |     | 21    |
| 14   | Dimitar Spasov     |     |     |     |     | 4   | Rit |     |     | 19    |
| 15   | Zuzana Lieskovcová |     |     |     |     |     | 5   |     |     | 17    |
| Pos. | Copilota           | UNG | CAN | SCA | EST | ROM | BAR | CER | SIL | Punti |

| Colore  | Risultato                |
| ------- | ------------------------ |
| Oro     | Vincitore                |
| Argento | 2º posto                 |
| Bronzo  | 3º posto                 |
| Verde   | Finito a punti           |
| Blu     | Finito senza punti       |
| Blu     | Non classificato (NC)    |
| Viola   | Ritirato (Rit)           |
| Nero    | Squalificato (SQ)        |
| Nero    | Escluso (ES)             |
| Bianco  | Non ha gareggiato        |
| Bianco  | Iscrizione ritirata (WD) |
| Bianco  | Non partito (NP)         |
| Bianco  | Gara cancellata (C)      |

### Classifiche ERC4

#### Classifica piloti
| Pos. | Pilota              | UNG | CAN | SCA | EST | ROM | BAR | CER | SIL | Punti |
| ---- | ------------------- | --- | --- | --- | --- | --- | --- | --- | --- | ----- |
| 1    | Mille Johansson     | 4   | 1   | 1   | 3   |     |     | 2   |     | 124   |
| 2    | Calle Carlberg      | Rit | 2   | 2   | 2   |     |     | 6   | 1   | 117   |
| 3    | Max McRae           | 1   | 4   | 9   | 12  |     |     | 1   | 2   | 116   |
| 4    | Daniel Polášek      | 10  | 5   | 4   | 8   |     | 2   | 7   | 3   | 112   |
| 5    | Timo Schulz         | Rit | 3   | 5   | 5   |     |     | 3   |     | 76    |
| 6    | Patrik Herczig      | Rit | 8   | 6   | 6   |     | 1   |     |     | 71    |
| 7    | Márton Bertalan     | 2   |     |     | Rit | 2   | 3   |     |     | 69    |
| 8    | Aoife Raftery       | 5   | 9   | 7   | 9   |     |     | 8   |     | 59    |
| 9    | Davide Pesavento    | 7   | Rit | Rit | 10  | Rit |     | 4   | 4   | 58    |
| 10   | Karl-Marcus Sei     | Rit | 7   | 3   | 4   |     |     |     |     | 53    |
| 11   | Jaspar Vaher        | 3   |     |     | 1   |     |     |     |     | 51    |
| 12   | Ciprian Lupu        |     |     |     |     | 5   | 4   |     | 6   | 51    |
| 13   | Giorgio Cogni       |     |     |     |     | 1   |     |     |     | 30    |
| 14   | Liam Müller         | 9   | 6   | Rit |     |     |     |     |     | 24    |
| 15   | Michael Rendina     |     |     |     |     | 3   |     |     |     | 21    |
| 16   | Ekaterina Stratieva |     | Rit |     |     | 4   | Rit |     |     | 19    |
| 17   | Ioan Lloyd          |     |     |     |     |     |     | 5   |     | 17    |
| 18   | Michał Chorbiński   |     |     |     |     |     |     |     | 5   | 17    |
| 19   | Jack Brennan        | 6   | Rit |     |     |     |     | Rit |     | 15    |
| 20   | Tuomas Välilä       | Rit |     |     | 7   |     |     |     |     | 13    |
| 21   | Herman Lie-Nilsen   |     |     | 8   |     |     |     |     |     | 11    |
| 22   | Alfred Kramer Jr.   | 8   |     |     |     |     |     |     |     | 11    |
| 23   | Kyle McBride        |     |     |     |     |     |     | 9   |     | 9     |
| 24   | Mattia Zanin        | Rit | 10  | Rit | Rit |     |     |     |     | 7     |
| 25   | Adam Grahn          |     |     |     | 11  |     |     |     |     | 5     |
| 26   | Geronimo Nerobutto  | 11  | Rit | Rit |     |     |     |     |     | 5     |
| Pos. | Pilota              | UNG | CAN | SCA | EST | ROM | BAR | CER | SIL | Punti |

| Colore  | Risultato                |
| ------- | ------------------------ |
| Oro     | Vincitore                |
| Argento | 2º posto                 |
| Bronzo  | 3º posto                 |
| Verde   | Finito a punti           |
| Blu     | Finito senza punti       |
| Blu     | Non classificato (NC)    |
| Viola   | Ritirato (Rit)           |
| Nero    | Squalificato (SQ)        |
| Nero    | Escluso (ES)             |
| Bianco  | Non ha gareggiato        |
| Bianco  | Iscrizione ritirata (WD) |
| Bianco  | Non partito (NP)         |
| Bianco  | Gara cancellata (C)      |

#### Classifica copiloti
| Pos. | Copilota                  | UNG | CAN | SCA | EST | ROM | BAR | CER | SIL | Punti |
| ---- | ------------------------- | --- | --- | --- | --- | --- | --- | --- | --- | ----- |
| 1    | Johan Grönvall            | 4   | 1   | 1   | 3   |     |     | 2   |     | 124   |
| 2    | Jørgen Eriksen            | Rit | 2   | 2   | 2   |     |     | 6   | 1   | 117   |
| 3    | Cameron Fair              | 1   | 4   | 9   | 12  |     |     | 1   | 2   | 116   |
| 4    | Zdeněk Omelka             | 10  | 5   | 4   | 8   |     | 2   | 7   | 3   | 112   |
| 5    | Michael Wenzel            | Rit | 3   | 5   | 5   |     |     | 3   |     | 76    |
| 6    | Kristóf Varga             | Rit | 8   | 6   | 6   |     | 1   |     |     | 71    |
| 7    | Róbert Paizs              | 2   |     |     | Rit | 2   | 3   |     |     | 69    |
| 8    | Hannah McKillop           | 5   | 9   | 7   | 9   |     |     | 8   |     | 59    |
| 9    | Martin Leotoots           | Rit | 7   | 3   | 4   |     |     |     |     | 53    |
| 10   | Sander Pruul              | 3   |     |     | 1   |     |     |     |     | 51    |
| 11   | Andrei Aițculesei         |     |     |     |     | 5   | 4   |     | 6   | 51    |
| 12   | Flavio Zanella            |     |     | Rit | 10  |     |     | 4   | 4   | 45    |
| 13   | Simone Brachi             |     |     |     |     | 1   |     |     |     | 30    |
| 14   | Alexander Hirsch          | 9   | 6   | Rit |     |     |     |     |     | 24    |
| 15   | Fabiano Cipriani          |     |     |     |     | 3   |     |     |     | 21    |
| 16   | Georgi Avramov            |     | Rit |     |     | 4   | Rit |     |     | 19    |
| 17   | Sion Williams             |     |     |     |     |     |     | 5   |     | 17    |
| 18   | Patryk Kielar             |     |     |     |     |     |     |     | 5   | 17    |
| 19   | John McGrath              | 6   | Rit |     |     |     |     | Rit |     | 15    |
| 20   | Matteo Zaramella          | 7   | Rit |     |     |     |     |     |     | 13    |
| 21   | Päivi Välilä              | Rit |     |     | 7   |     |     |     |     | 13    |
| 22   | Vegard Halland            |     |     | 8   |     |     |     |     |     | 11    |
| 23   | Jeannette Kvick Andersson | 8   |     |     |     |     |     |     |     | 11    |
| 24   | Darragh Mullen            |     |     |     |     |     |     | 9   |     | 9     |
| 25   | Elia De Guio              | Rit | 10  | Rit | Rit |     |     |     |     | 7     |
| 26   | Alessio Angeli            | 11  | Rit | Rit |     |     |     |     |     | 5     |
| 27   | Marcus Sundh              |     |     |     | 11  |     |     |     |     | 5     |
| Pos. | Copilota                  | UNG | CAN | SCA | EST | ROM | BAR | CER | SIL | Punti |

| Colore  | Risultato                |
| ------- | ------------------------ |
| Oro     | Vincitore                |
| Argento | 2º posto                 |
| Bronzo  | 3º posto                 |
| Verde   | Finito a punti           |
| Blu     | Finito senza punti       |
| Blu     | Non classificato (NC)    |
| Viola   | Ritirato (Rit)           |
| Nero    | Squalificato (SQ)        |
| Nero    | Escluso (ES)             |
| Bianco  | Non ha gareggiato        |
| Bianco  | Iscrizione ritirata (WD) |
| Bianco  | Non partito (NP)         |
| Bianco  | Gara cancellata (C)      |

### Classifica ERC Junior
| Pos. | Pilota             | UNG   | CAN   | SCA | EST  | CER | SIL | Punti |
| ---- | ------------------ | ----- | ----- | --- | ---- | --- | --- | ----- |
| 1    | Mille Johansson    | 3     | 1     | 1   | 3    | 2   |     | 126   |
| 2    | Calle Carlberg     | (Rit) | 2     | 2   | 2    | 5   | 1   | 119   |
| 3    | Max McRae          | 1     | 4     | 9   | (11) | 1   | 2   | 112   |
| 4    | Daniel Polášek     | (9)   | 5     | 4   | 7    | 6   | 3   | 85    |
| 5    | Timo Schulz        | Rit   | 3     | 5   | 5    | 3   |     | 76    |
| 6    | Aoife Raftery      | 4     | 9     | 7   | 8    | 7   |     | 65    |
| 7    | Davide Pesavento   | 6     | (Rit) | Rit | 9    | 4   | 4   | 62    |
| 8    | Jaspar Vaher       | 2     |       |     | 1    |     |     | 54    |
| 9    | Karl-Marcus Sei    | Rit   | 7     | 3   | 4    |     |     | 53    |
| 10   | Patrik Herczig     | Rit   | 8     | 6   | 6    |     |     | 41    |
| 11   | Liam Müller        | 8     | 6     | Rit |      |     |     | 26    |
| 12   | Jack Brennan       | 5     | Rit   |     |      | Rit |     | 17    |
| 13   | Alfred Kramer Jr.  | 7     |       |     |      |     |     | 13    |
| 14   | Herman Lie-Nilsen  |       |       | 8   |      |     |     | 11    |
| 15   | Mattia Zanin       | Rit   | 10    | Rit | Rit  |     |     | 7     |
| 16   | Geronimo Nerobutto | 10    | Rit   | Rit |      |     |     | 7     |
| 17   | Adam Grahn         |       |       |     | 10   |     |     | 7     |
| Pos. | Pilota             | UNG   | CAN   | SCA | EST  | CER | SIL | Punti |

| Colore  | Risultato                |
| ------- | ------------------------ |
| Oro     | Vincitore                |
| Argento | 2º posto                 |
| Bronzo  | 3º posto                 |
| Verde   | Finito a punti           |
| Blu     | Finito senza punti       |
| Blu     | Non classificato (NC)    |
| Viola   | Ritirato (Rit)           |
| Nero    | Squalificato (SQ)        |
| Nero    | Escluso (ES)             |
| Bianco  | Non ha gareggiato        |
| Bianco  | Iscrizione ritirata (WD) |
| Bianco  | Non partito (NP)         |
| Bianco  | Gara cancellata (C)      |

### Classifica ERC Tyre Suppliers
| Pos. | Fornitore | UNG | UNG | CAN | CAN | SCA | SCA | EST | EST | ROM | ROM | BAR | BAR | CER | CER | SIL | SIL | Punti |
| ---- | --------- | --- | --- | --- | --- | --- | --- | --- | --- | --- | --- | --- | --- | --- | --- | --- | --- | ----- |
| 1    | Michelin  | 1   | 2   | 1   | 2   | 2   | 4   | 1   | 4   | 3   | 4   | 2   | 3   | 3   | 4   | (4) | (5) | 325   |
| 2    | Pirelli   | 3   | 4   | 3   | 4   | 1   | 3   | 2   | 3   | 1   | 2   | (5) | (6) | 1   | 5   | 2   | 3   | 322   |
| 3    | MRF       | 5   | 8   | 5   | 7   | 5   | 6   | 5   | 6   | 5   | 7   | (7) | (7) | 2   | 2   | 1   | 6   | 221   |
| 4    | Hankook   | 6   | 7   | 6   | 6   | 7   | 7   |     |     | 6   | 6   | 1   | 4   |     |     |     |     | 120   |
| Pos. | Fornitore | UNG | UNG | CAN | CAN | SCA | SCA | EST | EST | ROM | ROM | BAR | BAR | CER | CER | SIL | SIL | Punti |

| Colore  | Risultato                |
| ------- | ------------------------ |
| Oro     | Vincitore                |
| Argento | 2º posto                 |
| Bronzo  | 3º posto                 |
| Verde   | Finito a punti           |
| Blu     | Finito senza punti       |
| Blu     | Non classificato (NC)    |
| Viola   | Ritirato (Rit)           |
| Nero    | Squalificato (SQ)        |
| Nero    | Escluso (ES)             |
| Bianco  | Non ha gareggiato        |
| Bianco  | Iscrizione ritirata (WD) |
| Bianco  | Non partito (NP)         |
| Bianco  | Gara cancellata (C)      |

### Classifica Fiesta Rally3 Trophy
| Pos. | Pilota              | UNG | SCA | EST | ROM | BAR | Punti |
| ---- | ------------------- | --- | --- | --- | --- | --- | ----- |
| 1    | Filip Kohn          | 1   | 1   | 2   | 1   | 1   | 144   |
| 2    | Kerem Kazaz         | 4   | 3   | 1   | 2   | 2   | 118   |
| 3    | Martin Ravenščak    | 3   | 5   | 4   | 3   | 3   | 99    |
| 4    | Igor Widłak         | 2   | 4   | 3   | Rit | 4   | 83    |
| 5    | Tristan Charpentier |     | 2   | Rit |     |     | 24    |
| 6    | Robert Kolčák       |     |     |     |     | 5   | 17    |
| Pos. | Pilota              | UNG | SCA | EST | ROM | BAR | Punti |

| Colore  | Risultato                |
| ------- | ------------------------ |
| Oro     | Vincitore                |
| Argento | 2º posto                 |
| Bronzo  | 3º posto                 |
| Verde   | Finito a punti           |
| Blu     | Finito senza punti       |
| Blu     | Non classificato (NC)    |
| Viola   | Ritirato (Rit)           |
| Nero    | Squalificato (SQ)        |
| Nero    | Escluso (ES)             |
| Bianco  | Non ha gareggiato        |
| Bianco  | Iscrizione ritirata (WD) |
| Bianco  | Non partito (NP)         |
| Bianco  | Gara cancellata (C)      |